# Wilhelm Reeb (Altphilologe)
Wilhelm Reeb (* 29. März 1866 in Friedrichsdorf; † 8. Januar 1929 in Mainz) war ein deutscher Gymnasiallehrer und Altphilologe.

## Leben
Wilhelm Reeb besuchte das Gymnasium in Mainz und studierte seit 1884 an der Universität Gießen, wo er 1890 promoviert wurde. Er war von 1889 bis 1924 Lehrer am Neuen Gymnasium in Mainz, zuletzt Oberstudienrat mit Professorentitel.
Reeb gab eine deutsche Übersetzung von Auszügen aus Ammianus Marcellinus in der Reihe Geschichtschreiber der deutschen Vorzeit heraus.
Reeb starb 1929 im Alter von 62 Jahren. Die Familiengrabstätte befindet sich auf dem Mainzer Hauptfriedhof.

## Schriften
- De particularum oti et os apud Demosthenem usu. Dissertation Gießen 1890 (mit Lebenslauf; Digitalisat).
- Germanische Namen auf Rheinischen Inschriften. Mainz 1895 (Digitalisat).
- Auszüge aus Ammianus Marcellinus (= Die Geschichtschreiber der deutschen Vorzeit Band 3). Leipzig 1879, 1884, 1923.
- Russische Geschichte. Sammlung Göschen, Göschen, Leipzig/Berlin 1903 (Digitalisat), 3. Auflage 1919.
- mit Heinrich Blase: Kleines Lateinisch-Deutsches Schulwörterbuch. Teubner, Leipzig 1911.
- (Hrsg.): Tacitus, Germania. Kommentar Wilhelm Reeb unter Mitarbeit von H. Klenk mit Beiträgen von A. Dopsch, Hans Reis, Karl Schumacher. B. G. Teubner, Berlin/Leipzig 1920; 4. Auflage 1930 (Digitalisat).
- Naturkunde und Technik der Alten. Auszüge aus lateinischen Schriftstellern. Velhagen und Klasing, Bielefeld/Leipzig 1928.